# 二田站
二田站（日语：／ Futada eki */?）是位於日本秋田縣潟上市，屬於東日本旅客鐵道（JR東日本）的男鹿線車站。本站現時為簡易車站，並委託潟上市負責日常站務事宜，管理站則為土崎站。自船越站於2022年3月12日起改為無人站後，本站成為男鹿線上唯一有職員負責車票發售事宜的中途站。
本站過往為舊天王町役場最近的車站，也是其前身「船川輕便線」設立時首個、亦是唯一的停車站（不計算當時已存在的追分站）。

## 車站構造

### 站房
以木建成單層站房一座，為第二代站房。左邊為候車大堂及開放式閘口，設有木製候車長櫈，右側前端為男、女共用洗手間，後端為售票窗口。
至於第一代站房，同樣以木所建成，採用過往國鐵鄉郊式有人站房的設計。

### 月台
設有1面2線的島式月台，可交會列車。車站大樓與月台之間設有跨線橋連接，而月台上亦設有一座候車室，剛好建於樓梯口對面。
| 月台 | 路線    | 上下行 | 方向     |
| ---- | ------- | ------ | -------- |
| 1    | ■男鹿線 | 上行   | 秋田方向 |
| 2    | ■男鹿線 | 下行   | 男鹿方向 |

## 歷史
- 1913年11月9日：國鐵船川輕便線追分站至此站之間開通，此站啟用，當時車站位於南秋田郡天王村（日语：天王町）[2]。
- 1914年11月8日：船川輕便線此站至脇本站開通。
- 1922年9月2日：路線改名為船川線[3]
- 1968年4月1日：路線改名為男鹿線。
- 1987年4月1日：伴隨國鐵分割民營化，車站由東日本旅客鐵道（JR東日本）營運。
- 1994年10月：車站大樓改建完成。
- 2010年4月1日：管理站由追分站改為土崎站。
- 2023年5月27日：男鹿線全線均可以使用「Suica」[4][5]。

## 使用狀況
根據「JR東日本」的資料，在2019年度（令和元年度）1日平均乘車人次為318人。
以下列出近年乘車人次變化：
| 年度   | 1日平均 乘車人次 | 參考資料        |
| ------ | ---------------- | --------------- |
| 2000年 | 553              | [ 利用客数 2 ]  |
| 2001年 | 523              | [ 利用客数 3 ]  |
| 2002年 | 468              | [ 利用客数 4 ]  |
| 2003年 | 444              | [ 利用客数 5 ]  |
| 2004年 | 424              | [ 利用客数 6 ]  |
| 2005年 | 405              | [ 利用客数 7 ]  |
| 2006年 | 396              | [ 利用客数 8 ]  |
| 2007年 | 396              | [ 利用客数 9 ]  |
| 2008年 | 387              | [ 利用客数 10 ] |
| 2009年 | 400              | [ 利用客数 11 ] |
| 2010年 | 396              | [ 利用客数 12 ] |
| 2011年 | 407              | [ 利用客数 13 ] |
| 2012年 | 386              | [ 利用客数 14 ] |
| 2013年 | 386              | [ 利用客数 15 ] |
| 2014年 | 349              | [ 利用客数 16 ] |
| 2015年 | 349              | [ 利用客数 17 ] |
| 2016年 | 333              | [ 利用客数 18 ] |
| 2017年 | 314              | [ 利用客数 19 ] |
| 2018年 | 309              | [ 利用客数 20 ] |
| 2019年 | 318              | [ 利用客数 1 ]  |
| 2020年 | 201              |                 |

## 車站周邊
- 潟上市政廳天王出張所（與前天王町公所不同位置）
- 潟上市立天王圖書館
- 潟上市立天王小學
- 潟上市立天王中學
- 潟上市天王綜合體育館
- 藤原紀念醫院
- 秋田銀行天王分店
- 秋田信用金庫（日语：秋田信用金庫）天王分店
- 秋田生剝鬼農業協同組合（日语：秋田なまはげ農業協同組合）天王分店
- 天王郵局（日语：天王郵便局）
- 秋田縣道158號二田停車場線（日语：秋田県道158号二田停車場線）
  - 秋田縣道104號男鹿昭和飯田川線（日语：秋田県道104号男鹿昭和飯田川線）
- 國道101號（日语：国道101号）

## 相鄰車站
東日本旅客鐵道
■男鹿線
上二田－二田－天王

### 使用狀況
1. 1 2  . 東日本旅客鉄道.   [2020-07-18]. （原始内容存档于2020-07-14） （日语）. （页面存档备份，存于）
2. ↑  . 東日本旅客鉄道.   [2019-02-22]. （原始内容存档于2019-04-02） （日语）. （页面存档备份，存于）
3. ↑  . 東日本旅客鉄道.   [2019-02-22]. （原始内容存档于2019-02-22） （日语）. （页面存档备份，存于）
4. ↑  . 東日本旅客鉄道.   [2019-02-22]. （原始内容存档于2019-04-02） （日语）. （页面存档备份，存于）
5. ↑  . 東日本旅客鉄道.   [2019-02-22]. （原始内容存档于2019-03-27） （日语）. （页面存档备份，存于）
6. ↑  . 東日本旅客鉄道.   [2019-02-22]. （原始内容存档于2019-02-23） （日语）. （页面存档备份，存于）
7. ↑  . 東日本旅客鉄道.   [2019-02-22]. （原始内容存档于2019-04-02） （日语）. （页面存档备份，存于）
8. ↑  . 東日本旅客鉄道.   [2019-02-22]. （原始内容存档于2019-04-02） （日语）. （页面存档备份，存于）
9. ↑  . 東日本旅客鉄道.   [2019-02-22]. （原始内容存档于2019-04-02） （日语）. （页面存档备份，存于）
10. ↑  . 東日本旅客鉄道.   [2019-02-22]. （原始内容存档于2019-02-22） （日语）. （页面存档备份，存于）
11. ↑  . 東日本旅客鉄道.   [2019-02-22]. （原始内容存档于2019-04-02） （日语）. （页面存档备份，存于）
12. ↑  . 東日本旅客鉄道.   [2019-02-22]. （原始内容存档于2019-04-02） （日语）. （页面存档备份，存于）
13. ↑  . 東日本旅客鉄道.   [2019-02-22]. （原始内容存档于2019-04-02） （日语）. （页面存档备份，存于）
14. ↑  . 東日本旅客鉄道.   [2019-02-22]. （原始内容存档于2019-04-02） （日语）. （页面存档备份，存于）
15. ↑  . 東日本旅客鉄道.   [2019-02-22]. （原始内容存档于2017-02-08） （日语）. （页面存档备份，存于）
16. ↑  . 東日本旅客鉄道.   [2019-02-22]. （原始内容存档于2019-04-02） （日语）. （页面存档备份，存于）
17. ↑  . 東日本旅客鉄道.   [2019-02-22]. （原始内容存档于2019-03-23） （日语）. （页面存档备份，存于）
18. ↑  . 東日本旅客鉄道.   [2019-02-22]. （原始内容存档于2019-03-27） （日语）. （页面存档备份，存于）
19. ↑  . 東日本旅客鉄道.   [2019-02-22]. （原始内容存档于2019-03-25） （日语）. （页面存档备份，存于）
20. ↑  . 東日本旅客鉄道.   [2019-07-21]. （原始内容存档于2019-07-05） （日语）. （页面存档备份，存于）

## 外部連結
- 車站資訊（二田）：東日本旅客鐵道（日語）